# Un lugar en la Tierra
Un lugar en la Tierra es una película francesa dirigida por Fabienne Godet y protagonizada por Benoît Poelvoorde, Ariane Labed, Max Baissette de Malglaive, Julie Moulier, Marie-Armelle Deguy, 
Thomas Coumans, Catherine Demaiffe, Stéphanie Colpé, Brigitte Sy o Jacques Spiesser como actores principales. Fue estrenada en agosto de 2013 en Francia.

## Resumen argumental
Un fotógrafo solitario y extraño observa y fotografía cuanto pasa por su ventana. Un niño vecino, Mateo, es su única compañía. Las notas de un piano del edificio de enfrente llaman su atención. Antoine aún no sabe que la chica que golpea el piano, Elena, idealista y solitaria también, va a llenar un vacío, va a cambiar su manera de ver la vida, le va a permitir quizá encontrar un lugar en la Tierra...

## Ficha técnica
- Título original: Une place sur la Terre
- Título en español: Un lugar en la Tierra
- Dirección: Fabienne Godet
- Guion: Fabienne Godet, Claire Mercier et Franck Vassal
- Música: François-Eudes Chanfrault
- Fotografía: Crystel Fournier y Michael Ackerman
- Montaje: Florent Mangeot
- Productor: Bertrand Faivre y Sophie Quiédeville
  - Coproducción: Jacques-Henri Bronckart et Olivier Bronckart
- Producción: Le Bureau, France 2 Cinéma, Versus Production, Canal+ y Ciné+
- Distribución: ARP Sélection
- País:  Francia,  Bélgica
- Duración: 100 minutos
- Género: Comedia dramática
- Fecha de estreno: 
  -  Francia: 28 de agosto de 2013 (11 años)
  -  Bélgica: 4 de septiembre de 2013 (11 años)

## Intérpretes
- Benoît Poelvoorde: Antoine
- Ariane Labed: Elena
- Max Baissette de Malglaive: Matéo
- Julie Moulier: Margot
- Marie-Armelle Deguy: Julia
- Thomas Coumans: Romain Morin
- Stéphanie Colpe: Maddy
- Catherine Demaiffe: Maria
- Brigitte Sy: Loraine Morin
- Adonis Danieletto: padre de Elena
- Jacques Spiesser: señor Morin
- Vinciane Millereau: Judith Morin
- Marcos Adamantiadis: el policía

## Elementos secundarios de la película
Fotografía
Las fotografía hechas por el personaje de Antoine pertenecen al fotógrafo estadounidense Michael Ackerman.
Música
La música original es de François-Eudes Chanfrault.
Música adicional
- Frédéric Chopin, Étude opus 10, n°12, La Révolutionnaire, pieza con la que se inicia la película, tocada al piano por el personaje de Elena.
- Franz Schubert
- Philip Glass

Lugares de rodaje
- Bruxelas
- Jette
- Chassepierre
- Egipto